# Nowogrodziec (gemeente)
De gemeente Nowogrodziec is een stad- en landgemeente in het Poolse woiwodschap Neder-Silezië, in powiat Bolesławiecki.
De zetel van de gemeente is in Nowogrodziec.
Op 30 juni 2004 telde de gemeente 14 736 inwoners.

## Oppervlakte gegevens
In 2002 bedroeg de totale oppervlakte van gemeente Nowogrodziec 176,26 km², waarvan:
- agrarisch gebied: 63%
- bossen: 26% (głównie Bory Dolnośląskie)

De gemeente beslaat 13,52% van de totale oppervlakte van de powiat.

## Demografie
Stand op 30 juni 2004:
| Omschrijving                   | Totaal | Totaal | Vrouwen | Vrouwen | Mannen | Mannen |
| ------------------------------ | ------ | ------ | ------- | ------- | ------ | ------ |
| eenheid                        | aantal | %      | aantal  | %       | aantal | %      |
| inwoners                       | 14 736 | 100    | 7466    | 50,7    | 7270   | 49,3   |
| bevolkingsdichtheid (inw./km²) | 83,6   | 83,6   | 42,4    | 42,4    | 41,2   | 41,2   |

In 2002 bedroeg het gemiddelde inkomen per inwoner 1286,78 zł.

## Plaatsen
Czerna, Gierałtów, Godzieszów, Gościszów, Kierżno, Milików, Nowa Wieś, Parzyce, Wykroty, Zabłocie, Zagajnik, Zebrzydowa

## Aangrenzende gemeenten
Bolesławiec, Gryfów Śląski, Lubań, Lwówek Śląski, Osiecznica, Pieńsk, Węgliniec